# Moșna (okręg Sybin)
Moșna – wieś w Rumunii, w okręgu Sybin, w gminie Moșna. W 2011 roku liczyła 2375 mieszkańców.